# Molendoa fuegiana
Molendoa fuegiana är en bladmossart som beskrevs av Edwin Bunting Bartram 1946. Molendoa fuegiana ingår i släktet klyftmossor, och familjen Pottiaceae. Inga underarter finns listade i Catalogue of Life.